# インゲ・レーマン
インゲ・レーマン（Inge Lehmann、1888年5月13日 - 1993年2月21日）は、デンマークの地震学者である。地震波の研究や、地球のコアに内核と外核があり境界面にレーマン不連続面があることを初めて示した。
彼女は、コペンハーゲンのオスタブロに生まれた。父親は、実験心理学者である。コペンハーゲン大学やケンブリッジで数学を学んだ。保険会社で数年働いた後、測地学者、ニールス・ネアルンの助手となり、デンマークやグリーンランドの地震の観測に従事することによって地震学に興味をもった。1928年に測地学の資格をとり、デンマークの測地機関の地震学部門のリーダーになった。
1936年、地震のP波の内核による反射などについて、地表からの深さ 5150 km の所に内核と外核の境界面があるとする論文を発表し、その見解は数年のうちに当時の指導的な地震学者のベノー・グーテンベルグやチャールズ・リヒター、ハロルド・ジェフリーズらによって認められた。1953年にアメリカに渡り、数年間モーリス・ユーイングやフランク・プレスと協力し地球の地殻とマントルを研究した。この間、深さ 190 km から 250 km の所に境界面がことを発見した。
1997年、アメリカ地球物理学連合は、地球のマントルやコアの優れた業績に対して贈られるインゲ・レーマン・メダルを創設した。

## 受賞歴
- 1960年: Harry Oscar Wood Award
- 1964年: エミール・ヴィーヘルト・メダル（ドイツ地球物理学会）
- 1965年: Gold Medal of the Danish Royal Society of Science and Letters
- 1971年: ウィリアム・ボウイ・メダル（アメリカ地球物理学連合）
- 1977年: アメリカ地震学会メダル